# Tempirai Utara
Tempirai Utara is een bestuurslaag in het regentschap Muara Enim van de provincie Zuid-Sumatra, Indonesië. Tempirai Utara telt 1948 inwoners (volkstelling 2010).